# アウトストラーダ A15
アウトストラーダ A15は、ターロ川流域とルニジャーナの渓谷を通りチーザ峠でアペニン山脈を越えるイタリアの高速道路であり、アウトカミオナーレ・デッラ・チーザとしても知られている。この道路は、パルマ近郊のアウトストラーダ A1から始まり、ラ・スペツィアでA12に合流して終わる。このように北のパダーナ平原と南のリグーリア海岸東部およびヴェルシリアを直接接続している。2017年11月1日まではほぼ全体をアウトカミオナーレ・デッラ・チーザ株式会社が担っていたが、その後リグーレ・トスカーナ高速道路会社に組み込まれ、現在は同社が管理している。A15の欧州自動車道番号はE33である。

## 歴史
この高速道路の最初の構想は1950年代にパダーナ平原とティレニア海沿岸を接続する代替経路を提供することを目的として考え始められた。峠のトンネル入り口では海抜最高745mに到達するため、その建設には多くの高架橋とトンネルが必要だった。道路構造は上下線分離で、とにかくカーブが多く、運転が大変であり、車両にも負荷が高い。そのため、長年にわたり大型車の試験に使われた道路のひとつだった。1975年5月24日に開通している。

## 経路
この高速道路はパルマでアウトストラーダ A1から分岐して始まる。パルマ西出入口を通過した後、経路はフォルノーヴォ・ディ・ターロ、ボルゴ・ヴァル・ディ・ターロ、ベルチェートといった出入口とともにターロ川の谷に沿って登り、エミリア＝ロマーニャ州内を進む。峠のトンネルで州境を超えてトスカーナ州に入り、トスカーナ州内では、ポントレーモリとアウッラのふたつの出入口を持つ。最後に経路はリグーリア州に入り、まもなくサント・ステーファノ・ディ・マグラの平野部でアウトストラーダ A12に接続し、そこから数キロで終点のラ・スペツィアに到着する。
2013年時点で1kmあたり11.3ユーロセントという通行料はイタリアで3番目に高い道路だった。それはこの道路の経路がアペニン山脈の深い峡谷と典型的な不浸透性の起伏を横断する必要があり、主に高架橋とトンネルにより成り立っているという複雑な建設構造によるものである。これは、通常時および異常時のメンテナンスが必然的に頻繁に発生し、費用がかかることを意味している。
サービスエリアは5箇所、パーキングエリアは6箇所ある。

## 行程
| PARMA - LA SPEZIA Autostrada della Cisa | |       |       |      |                |
| 種別                                    | 方面 | ↓km↓  | ↑km↑  | 地域 | 欧州自動車道路 |
|                                         | Milano - Bologna | 0.0   | 108.5 | PR   |                |
|                                         | Parma ovest | 5.2   | -     | PR   |                |
|                                         | "Medesano"サービスエリア | 14.7  | 94    | PR   |                |
|                                         | Fornovo | 22.7  | 86    | PR   |                |
|                                         | "Grontone"パーキングエリア | 37.5  | -     | PR   |                |
|                                         | "Case Pesci"パーキングエリア | -     | 66.9  | PR   |                |
|                                         | Borgotaro | 42.1  | 66    | PR   |                |
|                                         | "Casacca"パーキングエリア | 43.1  | -     | PR   |                |
|                                         | Berceto | 51.0  | 57    | PR   |                |
|                                         | "Tugo"サービスエリア | 54.3  | 54    | PR   |                |
|                                         | "Gravagna"パーキングエリア | -     | 50    | MS   |                |
|                                         | "Montaio"サービスエリア | 65.3  | -     | MS   |                |
|                                         | Pontremoli | 74.6  | 34    | MS   |                |
|                                         | "San Benedetto"サービスエリア | 79.8  | 28    | MS   |                |
|                                         | "Lusuolo"パーキングエリア | 86    | 23    | MS   |                |
|                                         | Aulla | 91.4  | 17    | MS   |                |
|                                         | "S. Stefano Magra"パーキングエリア | 99.9  | 9     | SP   |                |
|                                         | Genova - Livorno | 100.7 | 8     | SP   |                |
|                                         | La Spezia本線料金所 | 101.7 | 7     | SP   |                |
|                                         | Santo Stefano di Magra分岐路 | 101.9 | 6     | SP   |                |
|                                         | Vezzano Ligure | 103.2 | 5     | SP   |                |
|                                         | "Melara"サービスエリア | -     | 2     | SP   |                |
|                                         | Melara - Pianazze | -     | 1.9   | SP   |                |
|                                         | Variante di La Spezia 工事中 | -     | -     | SP   |                |
|                                         | La Spezia Porto Lerici方面接続路 | 107.6 | 1     | SP   |                |
|                                         | La Spezia Via Carducci Centro città Imbarco crociere Traghetti per Isola Palmaria, Arcipelago Spezzino, Porto Venere, Cinque Terre, Riviera di Levante e Versilia Porto Venere Parco nazionale delle Cinque Terre | 108.5 | 0     | SP   |                |

## サント・ステーファノ・ディ・マグラ方面分岐路
サント・ステーファノ・ディ・マグラ方面分岐路は、A15のラ・スペツィア本線料金所の後に、サント・ステーファノ・ディ・マグラ方面に延びる分岐路である。A15はアウトストラーダ A12と交差する場所(起点から100.7km地点)からラ・スペツィア側は、当初からSALTが管理していた。A15のラ・スペツィア方面101.9km地点でA15は左右に分岐している。一方(つきあたりを右に進む方)はA15としてラ・スペツィアまで続き、もう一方(つきあたりを左に進む方)は分岐路としてサント・ステーファノ・ディ・マグラの市街地方面に1.2km続く。アウトストラーダとみなされる区間はサント・ステーファノ・ディ・マグラから0.2km手前の工業地区出口までであり、この道路の延長は1.0kmである。
| A15 Diramazione per Santo Stefano di Magra |                        |      |      |      |
| 種別                                       | 方面                   | ↓km↓ | ↑km↑ | 地域 |
|                                            | Santo Stefano di Magra | 0.0  | 1.2  | SP   |
|                                            | Zona Industriale       | 0.2  | 1.0  | SP   |
|                                            | Area Retroportuale     | 0.5  | 0.7  | SP   |
|                                            | A15                    | 1.2  | 0.0  | SP   |

## ラ・スペツィア-レーリチ接続路
ラ・スペツィア-レーリチ接続路は片側一車線の双方向通行道路であるにもかかわらずアウトストラーダの開始・終了の標識があり、標識の色は緑である。この接続路は内部的にはR19としても分類されており、距離は3.7kmとされている。この道路は標識にも表示されているように、SALTにより管理されている。
| A15 Raccordo La Spezia - Lerici |                              |      |      |      |
| 種別                            | 方面                         | ↓km↓ | ↑km↑ | 地域 |
|                                 | A15                          | 0.0  | 3.7  | SP   |
|                                 | Porto Est - Zona Industriale | 0.6  | 3.1  | SP   |
|                                 | Lerici - Romito Magra        | 3.7  | 0    | SP   |

## 計画
調査中のプロジェクトのひとつはこの道路の北東への延伸である。フォンテヴィーヴォ、マルティニャーナ・ディ・ポーを通り、レッジョーロ-ローロでA22モデナ-ブレンネロに接続する。そこからはアウトストラーダ・レジョナーレ・チスパダーナとして計画されている路線を使い、フェッラーラ南でA13ボローニャ-パドヴァに接続する、というものである。この新規道路の最初の部分パルマのA1ジャンクションからトレカザーリの9.5kmは、2016年9月から工事中で、2021年の開通を予定している。

## 工事
A15は、経路をより直線にし、地すべりの危険を回避するための修正が幾度か加えられている。2003年から2009年の間にロッカプレバルザ区間に造られた新たな高架橋とトンネルはその結果である。従来あった印象的なダブルデッキの高架橋は、上側が除去され、より直線的な新たな高架橋に造り変えられた。また、その先にある一対の高架橋は取り壊され、アウトストラーダが開通した当時には技術的問題から使われなかったトンネルに置き換えられた。

## モニュメント

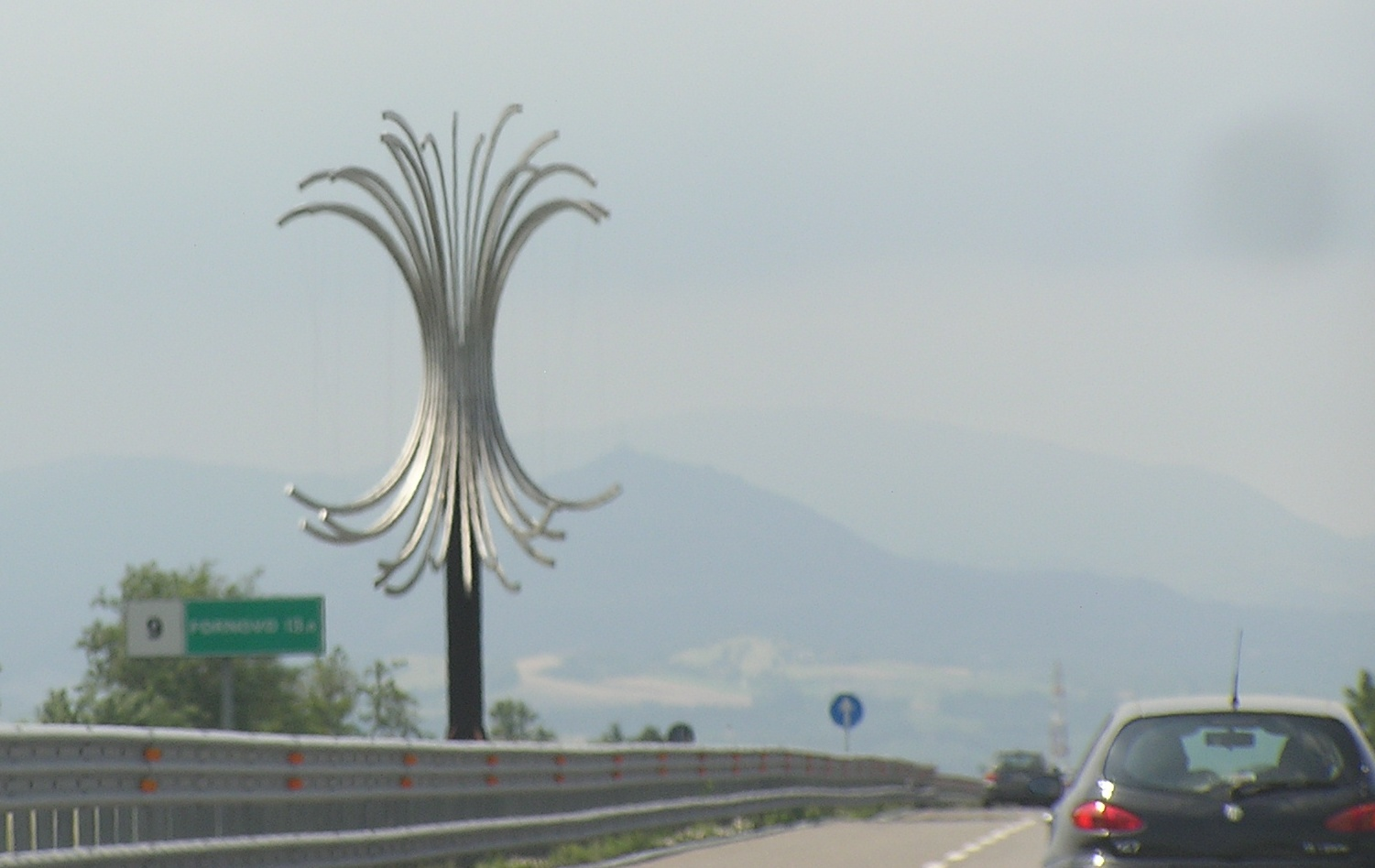
A1側から来る車から見えるモニュメント

9km地点近くに風変わりな「ようこそ」のモニュメントがある。“C”の形の鋼を多く組み合わせて造られたルイージ・マニャーニの作品であり、中央分離帯に設置されている。このモニュメントはA1から来る車に向けられている。